# Ctenomys saltarius
Espèce
Statut de conservation UICN

 DD  : Données insuffisantes
Ctenomys saltarius est une espèce qui fait partie des rongeurs de la famille des Ctenomyidae. Comme les autres membres du genre Ctenomys, appelés localement des tuco-tucos, c'est un petit mammifère d'Amérique du Sud bâti pour creuser des terriers. Ce rongeur est endémique d'Argentine où il est considéré par l'UICN comme étant peut-être menacé.
L'espèce a été décrite pour la première fois en 1912 par le zoologiste britannique Michael Rogers Oldfield Thomas (1858-1929).